# پسی گاو
پسی گاو یک ستاره است که در صورت فلکی ثور قرار دارد.